# Doornspijk

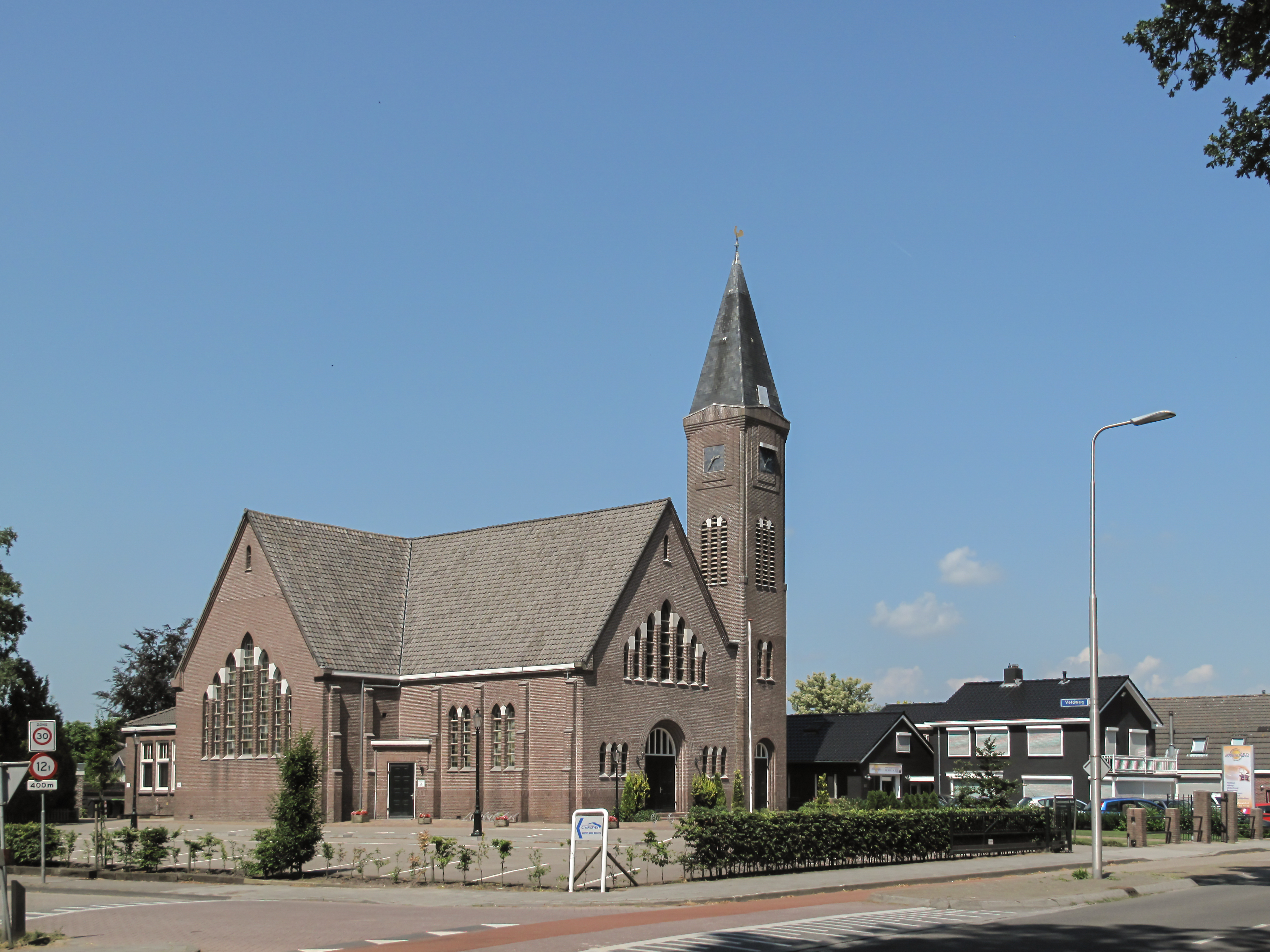
Reformierte Kirche

Doornspijk ist ein Dorf und eine ehemals selbständige Gemeinde in der niederländischen Provinz Gelderland. Der Name „Thornspiic“ wurde schon im Jahre 796 urkundlich erwähnt; die benachbarte Stadt Elburg trug ursprünglich denselben Namen. 1974 wurde der größte Teil der Gemeinde Doornspijk von Elburg eingemeindet. Kleinere Gebiete wurden den Nachbargemeinden Nunspeet und Oldebroek zugeschlagen. 2024 zählte das Dorf Doornspijk laut der staatlichen niederländischen Statistikbehörde CBS 1930 Einwohner, inklusive der dazugehörenden Außengebiete 4295 Einwohner.